# Cargo Center Graz
Das Cargo Center Graz (CCG) ist ein Güterverkehrszentrum in Österreich. 2022 hatte es einen Warenumschlag von 245.000 Containern pro Jahr. Das Zentrum erstreckt sich auf einem ca. 100 ha großen Gelände in der Steiermark. Es stellt ca. 300.000 Quadratmeter Hallenflächen für derzeit 43 Unternehmen bereit. Es bietet rund 2.000 Menschen einen Arbeitsplatz.
Ab Oktober 2024 gibt es die neue Marke Cargo Terminal Graz.

## Lage
Das Güterverkehrszentrum befindet sich 15 Kilometer südlich von Graz an der Südbahn und liegt direkt an der Pyhrn Autobahn A9. Es bildet einen Schnittpunkt zwischen der Pyhrn-Achse und der Baltisch-Adriatischen Achse. Der Terminal Graz-Süd unterstützt den gesamten Standort bei der Entwicklung zu einem europäischen Logistik-Hub.

### Verkehr
Es gibt einen täglichen Shuttle zwischen Graz und Koper. Außerdem gibt es wöchentlich den Shuttle zwischen Triest und Graz. Aus und in den Süden zu den beiden Städten kommen derzeit bis zu 65 % der Güter.
Andere Strecken sind bei Anfrage möglich.

## Entstehung
Das Cargo Center Graz wurde im Jahr 2003 eröffnet mit ca. 50 ha Gesamtbruttofläche. Es gab 6 Unternehmen und 400 Arbeitsplätze.

## Entwicklung
Das Cargo Center Graz gilt als größter Logistikimmobilienstandort Österreichs. Beim GVZ-Ranking in Europa lag es 2015 noch auf Platz 18 und 2020 bereits auf Platz 9. 2022 hatte es ein Investitionsvolumen von über 300 Millionen Euro.

### Projekt „Anschlussbahn Nord“
Ende 2022 wurde ein Großbaustelle eröffnet und der Güterterminal wird erweitert. Die geplante Bauzeit beträgt zwei Jahre und soll die Fläche um 10 ha vergrößern. Die Umsetzung findet durch die Güterterminal Werndorf Projekt GmbH (GWP) und deren Partner CCG statt. Das Ziel dieses Bauprojekts ist es, mehr Kapazität zu schaffen und die Wirtschaft ordentlich anzukurbeln. Die Erweiterung soll eine zusätzliche Kapazität für bis zu 10.000 Container pro Tag bieten.

## Geschäftsfelder, Leistungsspektrum
Logistikimmobilien, CCG Nord Projektentwicklung
- entwickelt maßgeschneiderte Logistik- und Industrie-Immobilien

- unmittelbare Nähe zu Container-Terminal und Flughafen Graz

ONE-STOP SHOP
- Vermietung von über 300.000 m² hochwertiger Logistik- und Büroflächen

Logistikplattform
- „Neutrale Logistik-Plattform“
- bündelt Transportbedarfe aller im Kombinierten Verkehr tätigen Logistikdienstleister und Reedereien

Terminal Graz-Süd
- Steiermärkische Landesbahnen sind Betreiber des Terminals
- leistungsfähige Infrastruktur umfasst:
  - einen Übergabebahnhof, den Terminal mit 4 Gleisen à 700 m, 2 Portalkräne und mobile Umschlagsgeräte sowie Lagerflächen für Container und WAB (Wechselaufbauten), aber auch für Reefer- und Gefahrengut-Container.

Betriebsfeuerwehr
- steht Tag und Nacht zur Verfügung
- umfasst über 30 aktive Mitglieder

## Philosophie, Nachhaltigkeit
Das CCG setzt auf langfristige Partnerschaft mit Unternehmen aus Logistik und Industrie. Die Gesellschafter und Mitarbeiter leben Planbarkeit, Verlässlichkeit und Nachhaltigkeit aus Überzeugung. Eine große Solaranlage mit einer Leistung von 2,2 MW wurde auf den Hallendächern errichtet und deckt indirekt beinahe den ganzen Strombedarf des CCG.